# Peter Custis
Peter Custis (1781- 1er mai 1842 à New Bern) est un naturaliste américain, né à Deep Creek en Virginie. Il fait ses études à l'Université de Pennsylvanie à Philadelphie. Il est choisi par le président américain Thomas Jefferson pour explorer la Rivière Rouge avec Thomas Freeman (1806).

## Études
Il est le fils d'un propriétaire terrien de la côte orientale de la péninsule de Virginie. Il commence ses études de médecine et d'histoire naturelle à l'University of Pennsylvania, en 1804, où il est l'élève de Benjamin Smith Barton. Il y obtient son doctorat, en 1807, présentant sa thèse intitulée Bilious Fever of Albemarle County [Virginia]. Puis il ouvre ensuite un cabinet médical, tout d'abord à Onancock, puis à New Bern, où il exercera jusqu'à sa mort.

## Carrière
En 1806, âgé seulement de 25 ans, il est engagé par le gouvernement de Jefferson, en tant que naturaliste, pour accompagner Thomas Freeman dans une ambitieuse expédition sur la Rivière Rouge. L'expédition part de Natchez, le 19 avril 1806 et a pour but d'atteindre la source de la rivière, que l'on suppose être située près de Santa Fe. L'expédition devra cependant renoncer à atteindre son but, alors qu'elle a déjà parcouru plus de 1 000 km depuis le confluent de la rivière avec le Mississippi, sa route étant barrée par des troupes espagnoles (Le Texas appartient alors toujours à l'Espagne). Pendant le périple, Custis recueille des données météorologiques, géographiques et ethniques concernant la vallée de la rivière. Ses plus importantes notes et collection d'échantillons concernent l'histoire naturelle de la région. Il répertorie 22 mammifères, 36 oiseaux, 17 poissons, reptiles et amphibiens, trois insectes, 43 arbres et plus de 100 végétaux. Des études ultérieures révèlent que quarante-quatre d'entre elles sont de nouvelles espèces. Il fait également l'une des premières observations écologiques, en identifiant une quinzaine de plantes européennes et tropicales qui ont commencé à coloniser la région. Retournant ensuite à ses études de médecine, il abandonne l'histoire naturelle vers 1808.

## Travaux
- An account of the Red river, in Louisiana, drawn up from the returns of Messrs. Freeman & Custis, to the War office of the United States, who explored the same, in the year 1806. avec Thomas Freeman, Washington, 1806. (OCLC 166612760)
- Observations relative to the geography, natural history, etc., of the country along the Red-River, in Louisiana. in The Philadelphia Medical and Physical Journal 1806. (OCLC 81951109)

## Sources
- "The Ecology of the Red River in 1806" in Dan Flores, The Natural West: Environmental History in the Great Plains and Rocky Mountains, University of Oklahoma Press, 2003.  (ISBN 9780806135373)
- "Custis, Peter" in Keir Brooks Sterling, Biographical Dictionary of American and Canadian Naturalists and Environmentalists, Greenwood Publishing Group, 1997  (ISBN 9780313230479)